# Ангерона

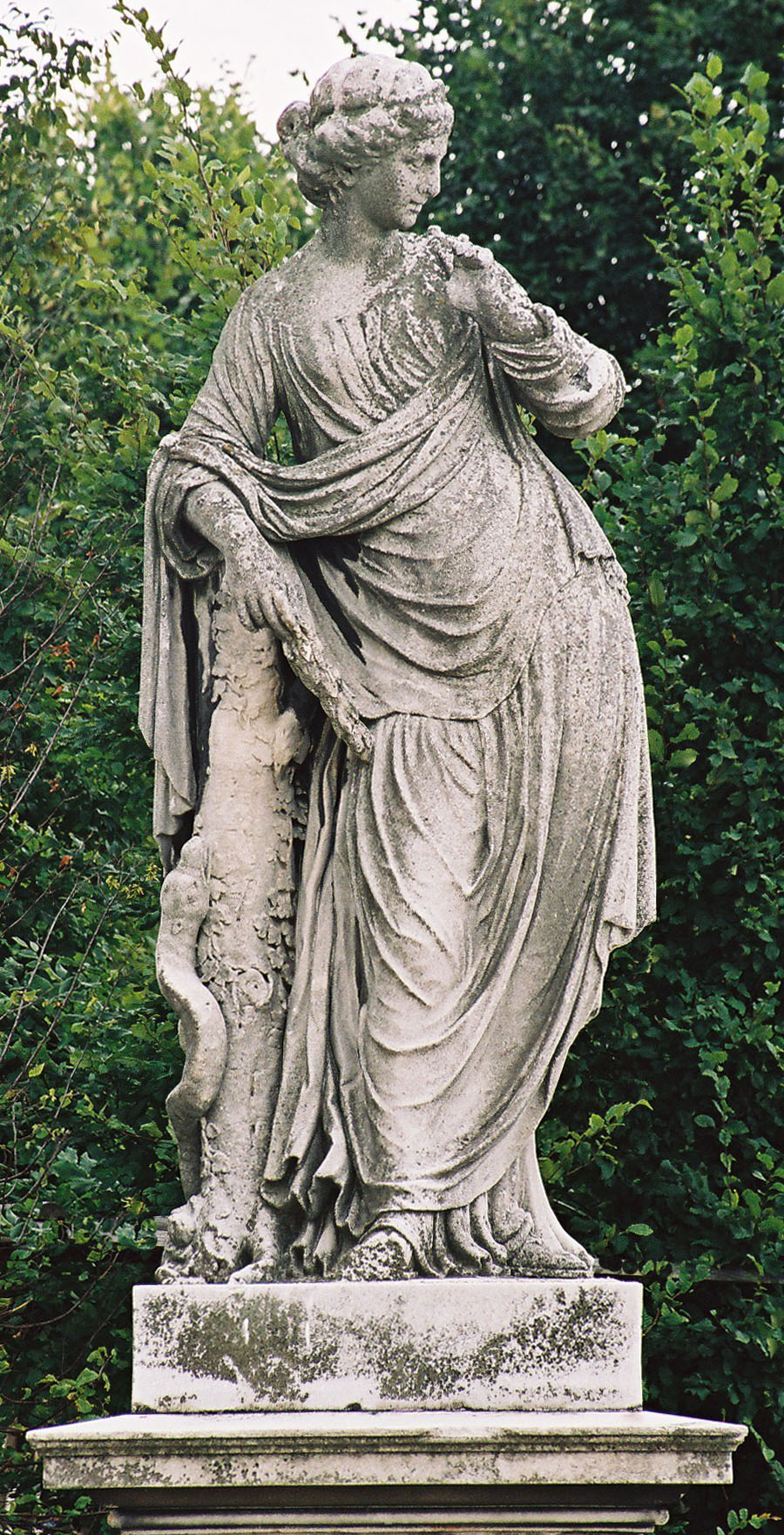
Статуя Анґерони у парку палацу Шенбрунн у Відні

Ангерона (лат. Angerona, Angeronia) — у римські міфології богиня, зображується з притиснутим до губ пальцем. Спочатку вона була богинею, що лікує біль і смуток, яка супроводжує у важких місцях та часах, особливо в день зимового сонцестояння, коли сонце має знайти вузький прохід серед темряви. Ангерону часто пов'язували з Манами, таємничими силами, розрадою у горі, зціленням від хвороб. Сучасні дослідники розглядають Ангерону як богиню зміни пір року і помічницю при пологах.